# Imigração indiana no Brasil
Existe uma pequena comunidade de indianos no Brasil, que são principalmente imigrantes e expatriados da Índia, e também seus descendentes.

## História
Há registros de indianos que partiram rumo ao então Brasil Colônia ainda nos idos de 1690, quando técnicos deixaram seu país natal para auxiliar na cultura da canela. Já em 1751, goeses fizeram o mesmo percurso, desta vez com vistas ao cultivo das palmeiras. Além desses, militares e burocratas indianos foram desempenhar suas funções na colônia americana, sem contar os degredados que eram trocados entre as dependências portuguesas.  Também no ciclo da borracha conta-se a presença de indianos, dentre outras nacionalidades que se embrenharam na Floresta Amazônica no início do século XX para a extração do ouro branco. 
A cidade de Coramandel diz ter esse nome em homenagem aos Portugueses aventureiros que vieram da costa de Coramandel na Índia, e com eles trouxeram navios com muitos Indianos para explorar a mineração de Diamantes na região dessa cidade de Minas Gerais.  
Porém, a primeira onda massiva da imigração indiana para o Brasil somente começou quando um pequeno número de sindis chegaram do Suriname e da América Central (principalmente vindos do Belize e do Panamá) na década de 1960 para se estabelecerem como comerciantes na cidade de Manaus. Uma segunda onda consistiu em professores universitários para o Rio de Janeiro e São Paulo vindos de Bangalore, Goa e Delhi que chegaram na década de 1960 e também na década de 1970. Outras imigrantes vieram de países africanos, principalmente de ex-colônias portuguesas (especialmente Moçambique, logo após a sua independência em 1974). O número de PIOs (Pessoa de Origem Indiana, People of Indian Origin em inglês) no Brasil tem aumentado nos últimos anos com a chegada de cientistas nucleares e profissionais de informática.  

## Atualmente

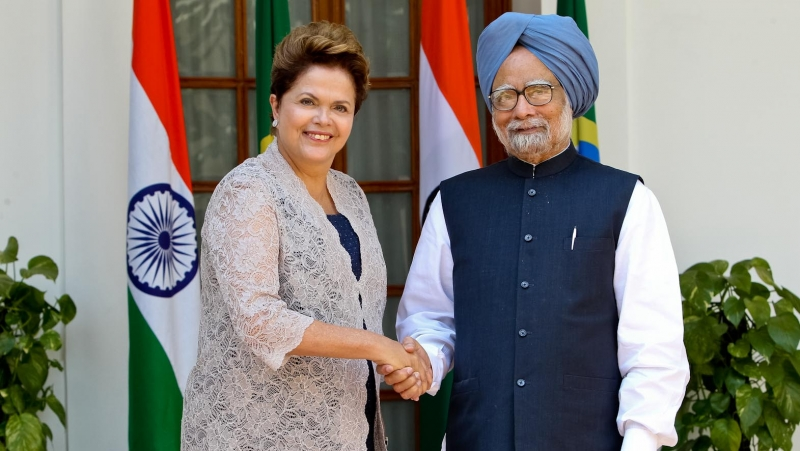
A Presidente Dilma Rousseff e o Primeiro-Ministro Manmohan Singh (2012)

Existem cerca de 4.000 PIOs entre a comunidade indiana no Brasil, e apenas 1.500 NRI's, além de aproximadamente 700 outros descendentes uma vez que os estrangeiros puderam adquirir a cidadania local, sem qualquer discriminação, após 15 anos de domicílio no país. O Brasil também não tem nenhuma objeção contra a dupla cidadania. Mas nos últimos anos, tem acontecido concessão de vistos de imigração apenas para os campos de alta tecnologia. As únicas exceções são os sindis em Manaus e os imigrantes e descendentes no Rio de Janeiro e em São Paulo.
Além da dispersão no resto do país, muitos daqueles que chegaram nos primeiros anos se casaram com brasileiros e se assimilaram totalmente a sociedade local. As crianças nascidas de casais indo-brasileiros são brasileiros natos. A maioria dos indianos que vive no Brasil não só foi capaz de se integrar ao modo de vida brasileiro, como também conseguir manter estreita ligação cultural e econômica com a Índia.